# 3D (álbum)
3D es el cuarto álbum de estudio del grupo estadounidense de R&B TLC. Fue lanzado el 10 de octubre de 2002 por Arista Records. Grabado desde mayo de 2001 hasta julio de 2002, algunas pistas fueron finalizadas tras la muerte de la integrante del grupo, Lisa "Left Eye" Lopes, así como mucho material sin estrenar de sus trabajos como solista en Supernova y N.I.N.A., que fue retrabajado para nuevas canciones. Además de las otras integrantes del grupo Tionne "T-Boz" Watkins y Rozonda "Chilli" Thomas, también trabajaron en el álbum Dallas Austin, Missy Elliot, Babyface, Timbaland, Rodney Jerkins, The Neptunes, entre otros.
El álbum debutó en la sexta posición en los Billboard 200 y en cuarta posición en  Top R&B/Hip-Hop Albums, vendiendo 143,000 copias en su primera semana de lanzamiento y fue recibido con aclamación de parte de la crítica. Fue certificado como platino por Recording Industry Association of America. Recibió dos nominaciones a los Grammy y generó tres sencillos, "Girl Talk" que alcanzó el puesto n°23 en Hot R&B/Hip-Hop Songs; "Hands Up" que alcanzó el séptimo puesto en Bubbling Under R&B/Hip-Hop Singles, y "Damaged" que alcanzó la decimonovena posición en Mainstream Top 40 de Estados Unidos.

## Canciones
| N.º | Título                                  | Productor(es)   | Duración |  |
| 1.  | «3D» (intro)                            | Austin          | 2:25     |  |
| 2.  | «Quickie»                               | Austin          | 4:19     |  |
| 3.  | «Girl Talk»                             | Eddie Hustle    | 3:34     |  |
| 4.  | «Turntable»                             | R. Jerkins      | 3:25     |  |
| 5.  | «In Your Arms Tonight»                  | The Neptunes    | 4:24     |  |
| 6.  | «Over Me»                               | R. Jerkins      | 4:17     |  |
| 7.  | «Hands Up»                              | Babyface        | 3:48     |  |
| 8.  | «Damaged»                               | Austin          | 3:51     |  |
| 9.  | «Dirty Dirty» (featuring Missy Elliott) | Timbaland       | 3:40     |  |
| 10. | «So So Dumb»                            | Saadiq          | 4:05     |  |
| 11. | «Good Love»                             | Hustle          | 4:12     |  |
| 12. | «Hey Hey Hey Hey»                       | R. Jerkins      | 4:05     |  |
| 13. | «Give It to Me While It's Hot»          | Organized Noize | 3:28     |  |

| Japanese edition bonus track |            |                 |          |  |
| N.º                          | Título     | Productor(es)   | Duración |  |
| 14.                          | «Get Away» | Organized Noize | 4:14     |  |

| European deluxe DVD bonus track |                      |               |          |  |
| N.º                             | Título               | Productor(es) | Duración |  |
| 14.                             | «Who's It Gonna Be?» | R. Jerkins    | 4:00     |  |

Notas
- [a] significa coproductor

Créditos por extractos
- "Quickie" contiene voces sampleadas de "Left Pimpin", una pista del álbum inédito N.I.N.A. de Lopes.
- "Over Me" usa un verso diferente de "I Believe in Me", grabado para Supernova.
- "Give It to Me While It's Hot" vuelve a usar el segundo verso de "Friends", incluido en la versión japonesa de Supernova.

## Personal
Créditos adaptados por las notas de 3D.

### Músicos
- Dallas Austin – arrangements (pistas 1, 2, 8)
- Rick Sheppard – MIDI, sound design (pistas 1, 8)
- Chilli – background vocals (pistas 1–5, 7–13)
- Tionne "T-Boz" Watkins – background vocals (pistas 1–5, 7–13)
- Debra Killings – background vocals (pistas 1–4, 6–8, 10, 12, 13); bajo (pista 4)
- Marde Johnson – additional vocals (pista 1); voces de fondo (pista 9)
- Tierra Johnson – additional vocals pista 1)
- Sharliss Asbury – additional vocals (pista 1)
- Jasper Cameron – additional vocals (pista 1)
- Cindy Pace – additional background vocals (pista 2)
- Eddie Hustle – all instruments (pistas 3, 11)
- Rodney Jerkins – all music (pistas 4, 6, 12); drum overdubs (pista 4); intro vocals (pista 6); intro (pista 12)
- Tomi Martin – guitar (pista 4)
- Danny O'Donoghue – guitar (pista 4)
- Alex Greggs – drum overdubs (pista 4)
- Riprock n Alex G – digital programming (pista 4)
- Pharrell Williams – all instruments (pista 5)
- Chad Hugo – all instruments (pista 5)
- Tron Austin – intro vocals (pista 6)
- Lisa "Left Eye" Lopes – rap (pista 6)
- Babyface – all keyboards, drum programming, electric guitar, acoustic guitar (pista 7)
- Tavia Ivey – background vocals (pista 7)
- Tony Reyes – guitar (pista 8)
- Colin Wolfe – bass (pista 8)
- Sigurdur Birkis – drums (pista 8)
- Tom Knight – drums (pista 8)
- DJ Ruckus – scratches (pista 8)
- Missy Elliott – background vocals (pista 9)
- Chase Rollison – background vocals (pista 9)
- Lester Finnel – background vocals (pista 9)
- Bill Diggins – background vocals (pista 9)
- Mark Pitts – background vocals (pista 9)
- Shawn Beasley – background vocals (pista 9)
- Raphael Saadiq – guitar, bass (pista 10)
- Jake and the Phatman – drum programming (pista 10)
- Kelvin Wooten – keyboards (pista 10)
- Organized Noize – arrangements, drum programming, music programming (pista 13)
- Shorty B – bass (pista 13)
- Marqueze Ethridge – vocal arrangement (pista 13)
- Chanz Parkman – vocal arrangement (pista 13)

### Técnicos
- Dallas Austin – production (pistas 1, 2, 8); executive production
- Carlton Lynn – recording (pistas 1, 2, 8); Pro Tools engineering (pista 8)
- Rick Sheppard – recording (pistas 1, 2, 8)
- Tim Lauber – engineering assistance (pistas 1, 10)
- Paul Sheehy – engineering assistance (pistas 1, 2, 8)
- Kevin "KD" Davis – mixing (pistas 1–3, 8, 11)
- Dion Peters – mix engineering assistance (pistas 1–3, 8, 11)
- Christine Sirois – engineering assistance (pista 2)
- Eddie Hustle – production (pistas 3, 11)
- Josh Butler – recording (pistas 3, 11)
- Leslie Brathwaite – recording (pistas 3, 4, 6, 10–12); mixing (pista 4)
- Steve Fisher – engineering assistance (pistas 3, 4, 11, 12); recording (pista 12)
- Rodney Jerkins – production, vocal production, mixing (pistas 4, 6, 12)
- Fabian Marasciullo – recording (pistas 4, 6, 12)
- Mark "DJ Exit" Goodchild – recording (pistas 4, 6, 12)
- The Neptunes – production (pista 5)
- Andrew "Drew" Coleman – recording (pista 5)
- Brian Garten – recording (pista 5)
- Frannie Graham – engineering assistance (pista 5)
- Cedric Anderson – engineering assistance (pista 5)
- Phil Tan – mixing (pista 5)
- John Horesco IV – mix engineering assistance (pista 5)
- Jean-Marie Horvat – mixing (pistas 6, 12)
- Babyface – production (pista 7)
- Daryl Simmons – production (pista 7)
- Paul Boutin – recording (pista 7)
- Craig Taylor – engineering assistance (pista 7)
- Serban Ghenea – mixing (pistas 7, 13)
- Tim Roberts – mix engineering assistance (pista 7)
- John Hanes – Pro Tools engineering (pista 7)
- Ivy Skoff – production coordination (pista 7)
- Doug Harms – engineering assistance (pista 8)
- Victor McCoy – engineering assistance (pista 8)
- Timbaland – production, mixing (pista 9)
- Missy Elliott – production (pista 9)
- Carlos "El Loco" Bedoya – recording (pista 9)
- Jimmy Douglas – mixing (pista 9)
- Raphael Saadiq – production (pista 10)
- Jake and the Phatman – co-production (pista 10)
- Gerry "The Gov" Brown – mixing (pista 10)
- John Tanksley – mix engineering assistance (pista 10)
- Anette Sharvit – production coordination (pista 10)
- Cory Williams – engineering assistance (pista 12)
- Organized Noize – production (pista 13)
- Sean Davis – recording (pista 13)
- John Frye – recording (pista 13)
- Morgan Garcia – recording (pista 13)
- Lisa "Left Eye" Lopes – producción del álbum
- Chilli – producción del álbum
- Tionne "T-Boz" Watkins – producción del álbum
- Bill Diggins – producción del álbum
- Herb Powers Jr. – masterización
- TLC – producción ejecutiva
- Antonio "L.A." Reid – producción ejecutiva

### Trabajo artístico
- Joe Mama-Nitzberg – dirección creativa
- Jeff Schulz – dirección creativa, diseño
- Seb Janiak – foto de portada, foto de Lisa "Left Eye" Lopes
- Guy Aroch – foto del interior

## Listas

### Listas semanales
| Lista (2002)                            | Mejor posición |
| --------------------------------------- | -------------- |
| Australian Albums (ARIA)                | 73             |
| Canadian Albums (Billboard)             | 31             |
| Países Bajos (Album Top 100)            | 62             |
| European Albums (Music & Media)         | 75             |
| Francia (SNEP)                          | 101            |
| Alemania (Offizielle Top 100)           | 46             |
| Japanese Albums (Oricon)                | 2              |
| Nueva Zelanda (Recorded Music NZ)       | 45             |
| Escocia (Scottish Albums Chart)         | 60             |
| Suiza (Schweizer Hitparade)             | 47             |
| Reino Unido (UK Albums Chart)           | 45             |
| UKR&B                                   | 9              |
| Estados Unidos (Billboard 200)          | 6              |
| Estados Unidos (Top R&B/Hip-Hop Albums) | 4              |

### Year-end charts
| Lista (2003)                          | Posición |
| ------------------------------------- | -------- |
| US Billboard 200                      | 144      |
| US Top R&B/Hip-Hop Albums (Billboard) | 61       |

## Historial de lanzamiento
| Región         | Fecha                   | Discográfica |
| -------------- | ----------------------- | ------------ |
| Europa y Japón | 10 de octubre de 2002   | Arista       |
| Estados Unidos | 12 de noviembre de 2002 | Arista       |